# العلاقات المصرية الموريشيوسية
العلاقات المصرية الموريشيوسية هي العلاقات الثنائية التي تجمع بين مصر وموريشيوس.

## مقارنة بين البلدين
هذه مقارنة عامة ومرجعية للدولتين:
| وجه المقارنة                                              | مصر           | موريشيوس                 |
| --------------------------------------------------------- | ------------- | ------------------------ |
| المساحة (كم2)                                             | 1.01 مليون    | 2.04 ألف                 |
| عدد السكان (نسمة)                                         | 94.80 مليون   | 1.26 مليون               |
| الكثافة السكانية (ن./كم²)                                 | 93.86         | 617.65                   |
| العاصمة                                                   | القاهرة       | بورت لويس                |
| اللغة الرسمية                                             | اللغة العربية | لغة إنجليزية، لغة فرنسية |
| العملة                                                    | جنيه مصري     | روبي موريشي              |
| الناتج المحلي الإجمالي (بليون دولار)                      | 235.37 مليار  | 13.34 مليار              |
| الناتج المحلي الإجمالي (تعادل القوة الشرائية) بليون دولار | 998.67 مليار  | 25.36 مليار              |
| الناتج المحلي الإجمالي الاسمي للفرد دولار أمريكي          | 3.61 ألف      | 9.25 ألف                 |
| الناتج المحلي الإجمالي للفرد دولار أمريكي                 |               | 18.59 ألف                |
| مؤشر التنمية البشرية                                      | 0.690         | 0.777                    |
| رمز المكالمات الدولي                                      | +20           | +230                     |
| رمز الإنترنت                                              | .eg، .مصر     | .mu                      |
| المنطقة الزمنية                                           | ت ع م+02:00   | ت ع م+04:00              |

## منظمات دولية مشتركة
يشترك البلدان في عضوية مجموعة من المنظمات الدولية، منها:
| علم المنظمة | اسم المنظمة                               | تاريخ انضمام مصر | تاريخ انضمام موريشيوس |
| ----------- | ----------------------------------------- | ---------------- | --------------------- |
|             | البنك الإفريقي للتنمية                    | 10 سبتمبر 1964   | ?                     |
|             | البنك الدولي للإنشاء والتعمير             | 27 ديسمبر 1945   | 23 سبتمبر 1968        |
|             | المركز الدولي لتسوية المنازعات الاستشارية | 2 يونيو 1972     | 2 يوليو 1969          |
|             | منظمة التجارة العالمية                    | 30 يونيو 1995    | ?                     |
|             | الفريق المعني برصد الأرض                  | فبراير 2005      | ?                     |
|             | المنظمة الهيدروغرافية الدولية             | 21 يونيو 1921    | ?                     |
|             | الأمم المتحدة                             | 24 أكتوبر 1945   | 24 أبريل 1968         |
|             | الاتحاد الأفريقي                          | 9 يوليو 2002     | ?                     |
|             | وكالة ضمان الاستثمار متعدد الأطراف        | 12 أبريل 1988    | 28 ديسمبر 1990        |
|             | منظمة الشرطة الجنائية الدولية             | 7 سبتمبر 1923    | ?                     |
|             | مؤسسة التنمية الدولية                     | 26 أكتوبر 1960   | 23 سبتمبر 1968        |
|             | يونسكو                                    | 22 يناير 1947    | 25 أكتوبر 1968        |
|             | مؤسسة التمويل الدولية                     | 20 يوليو 1956    | 23 سبتمبر 1968        |
|             | الاتحاد البريدي العالمي                   | ?                | ?                     |
|             | الاتحاد الدولي للاتصالات                  | 9 ديسمبر 1876    | 30 أغسطس 1969         |

## وصلات خارجية
- موقع وزارة الخارجية المصرية